# Sipbachzell
Sipbachzell è un comune austriaco di 1 933 abitanti nel distretto di Wels-Land, in Alta Austria.